# Etelis radiosus
Etelis radiosus es una especie de peces de la familia Lutjanidae en el orden de los Perciformes.

## Morfología
• Los machos pueden llegar alcanzar los 80 cm de longitud total.

## Alimentación
Come principalmente peces hueso.

## Hábitat
Es un pez de mar y de clima tropical que vive entre 90-360 m de profundidad.

## Distribución geográfica
Se encuentra desde Sri Lanka hasta Samoa, las Islas Ryukyu y Australia.

## Uso comercial
Se comercializa fresco.